# Do It My Way
Do It My Way er Michael Hardingers første album, som udkom i 1977 under kunstnernavnet "Michello".

## Spor
| #   | Titel                     | Længde |
| --- | ------------------------- | ------ |
| 1.  | "A Songwriters Nightmare" | 2:55   |
| 2.  | "We Are Brothers"         | 4:10   |
| 3.  | "Open For Suggestions"    | 2:55   |
| 4.  | "See You Tonight"         | 4:10   |
| 5.  | "The Die Song"            | 3:55   |
| 6.  | "Do It My Way"            | 4:10   |
| 7.  | "Sweet Jesus"             | 5:00   |
| 8.  | "Alcohol"                 | 2:55   |
| 9.  | "The Upper Floor"         | 3:10   |
| 10. | "Better For You"          | 1:35   |
| 11. | "Cockdale Jig"            | 0:55   |